# Maurice Denis
Maurice Denis, född 25 november 1870 i Granville, Manche, död 13 november 1943, var en fransk målare och grafiker.
Maurice Denis var en av symbolismens främsta företrädare. Denis tidiga arbete visar inflytande från Paul Gauguin. Vid Georges Seurats framträdande tog Denis starkt intryck av pointillismens läror och höll därefter fast vid dess ljusa färger. I stark motsättning till det förhärskande impressionistiska verklighetsmåleriet strävade Denis i likhet med en del andra konstnärer omkring 1890 för en mer ideellt betonad stil. Med förkärlek behandlade han i sina tavlor religiösa och andra allvarliga ämnen. 1899 dekorerade han kyrkan i Sainte-Croix i Le Vésinet. Denis är bland annat representerad i Glyptoteket, Köpenhamn.